# Rafael García-Duarte Salcedo
Rafael García-Duarte Salcedo (Granada, 10 de agosto de 1894 - ibídem, 11 de septiembre de 1936) fue un médico, pediatra y político español.

## Biografía

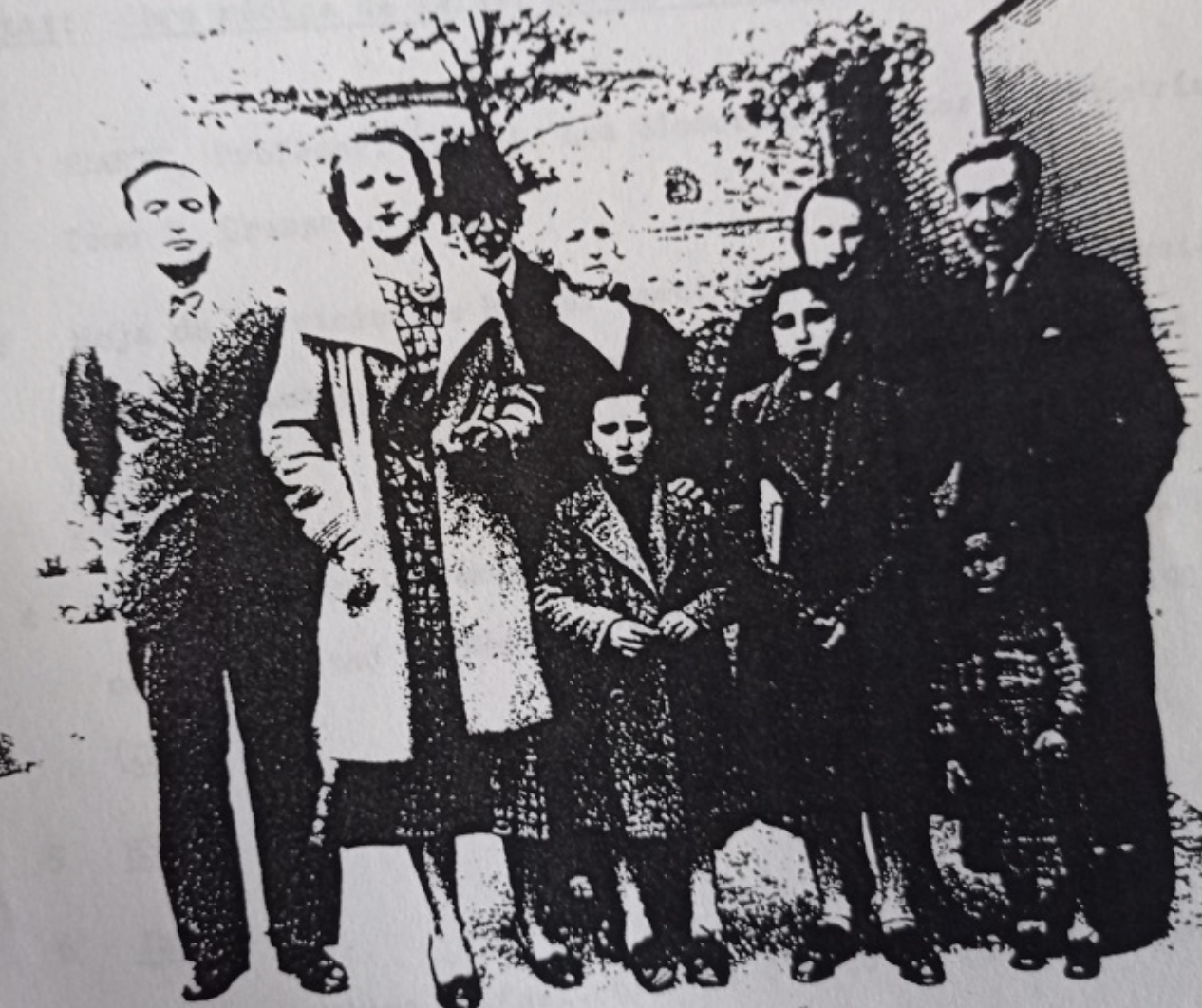
Rafael con su familia en 1936 antes su asesinato.

Nació en Granada en 1894, en el seno de una familia de tradición médica con raíces de conquistadores que se remontan a la colonización de Filipinas. Al igual que su primo hermano, Francisco Ayala García-Duarte, este librepensador es parte de la Generación del 27, que luchó por los ideales liberales.
En 1911 ingresó en la Universidad de Granada, realizando estudios de medicina. Para entonces ya era militante de las Juventudes Socialistas. En 1918 se licenció con sobresaliente y premio extraordinario. Pasó a ejercer como médico militar, primero en Cuerpo de Sanidad del Ejército de Tierra y, después, en la Armada. 
En 1920 obtuvo su doctorado por la Universidad Central de Madrid, tras lo cual realizó una estancia becada en París para especializarse en puericultura. Dos años después regresó a su ciudad natal y fue contratado por la Junta Provincial de Protección de la Infancia, pasando a dirigir el Consultorio de Lactantes y Gota de Leche que había en esa ciudad. En 1925 obtuvo la cátedra de pediatría de la Facultad de Medicina de Granada. Más adelante ocupó otros cargos, como Inspector municipal de sanidad (1927) y jefe provincial del Servicio de Higiene Infantil en Granada. Participó como orador en numerosas conferencias y ponencias. Durante estos años, García-Duarte ingresó en la masonería y formó parte de la logia «Alhambra» de la capital granadina.

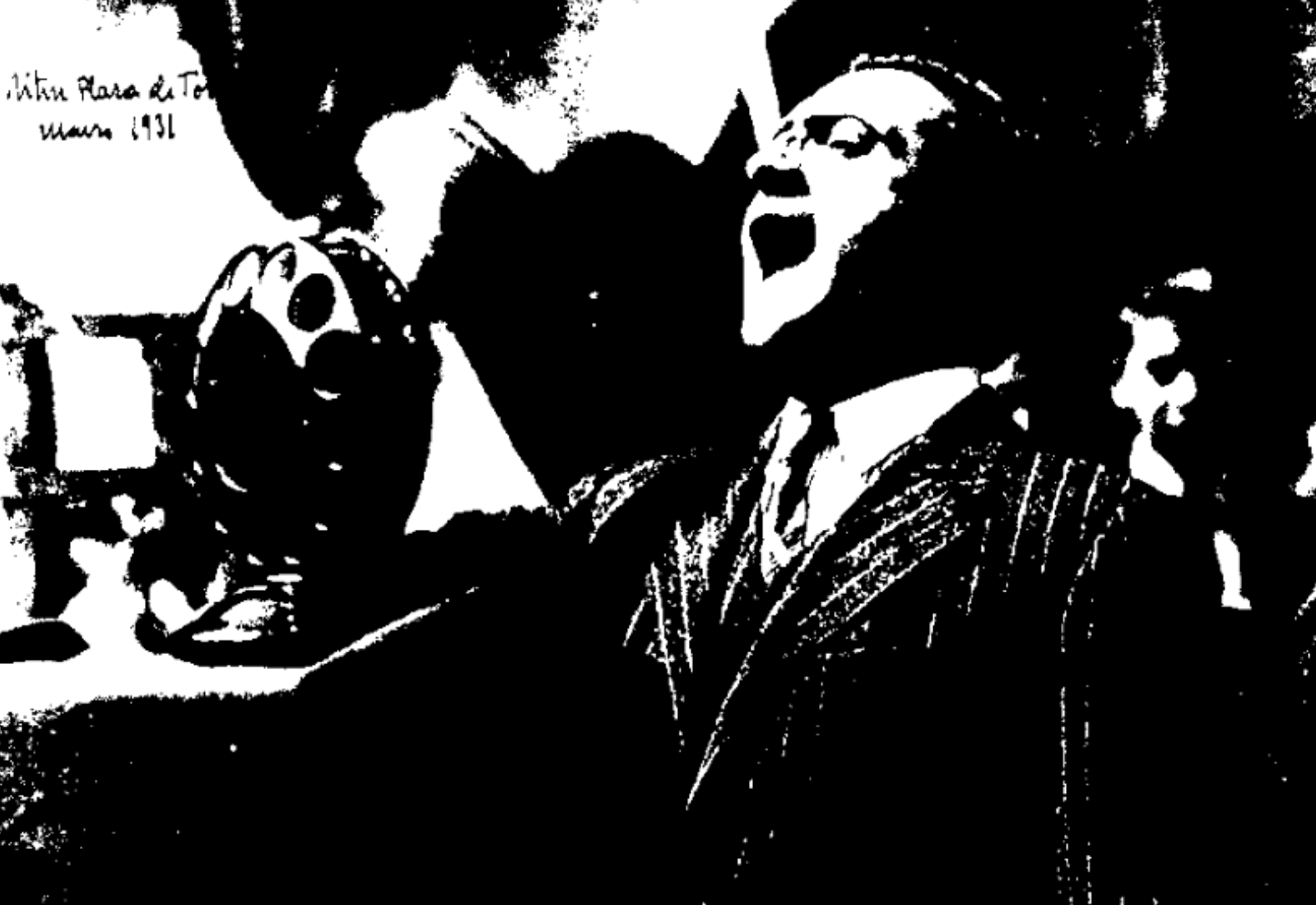
Rafael García-Duarte Salcedo el orador en la coalición de Republicanos-Socialistas en la Plaza de Toros de Granada de marzo de 1931.

En 1930 ingresó en la Agrupación Socialista de Granada y en la UGT. Un año después, en las elecciones municipales de abril de 1931, fue elegido concejal del Ayuntamiento de Granada, tras lo cual se hizo cargo de los servicios municipales de beneficencia y sanidad. En octubre de ese año, en la repetición de las elecciones para cubrir las actas dobles que se habían producido en las elecciones generales de junio, aceptó la propuesta que le hizo el PSOE para ir a los comicios como candidato por el distrito de Granada-provincia, resultando elegido diputado. Debido a algunas divergencias internas con otros miembros del PSOE, en marzo de 1934 García-Duarte se dio de baja en las organizaciones socialistas.

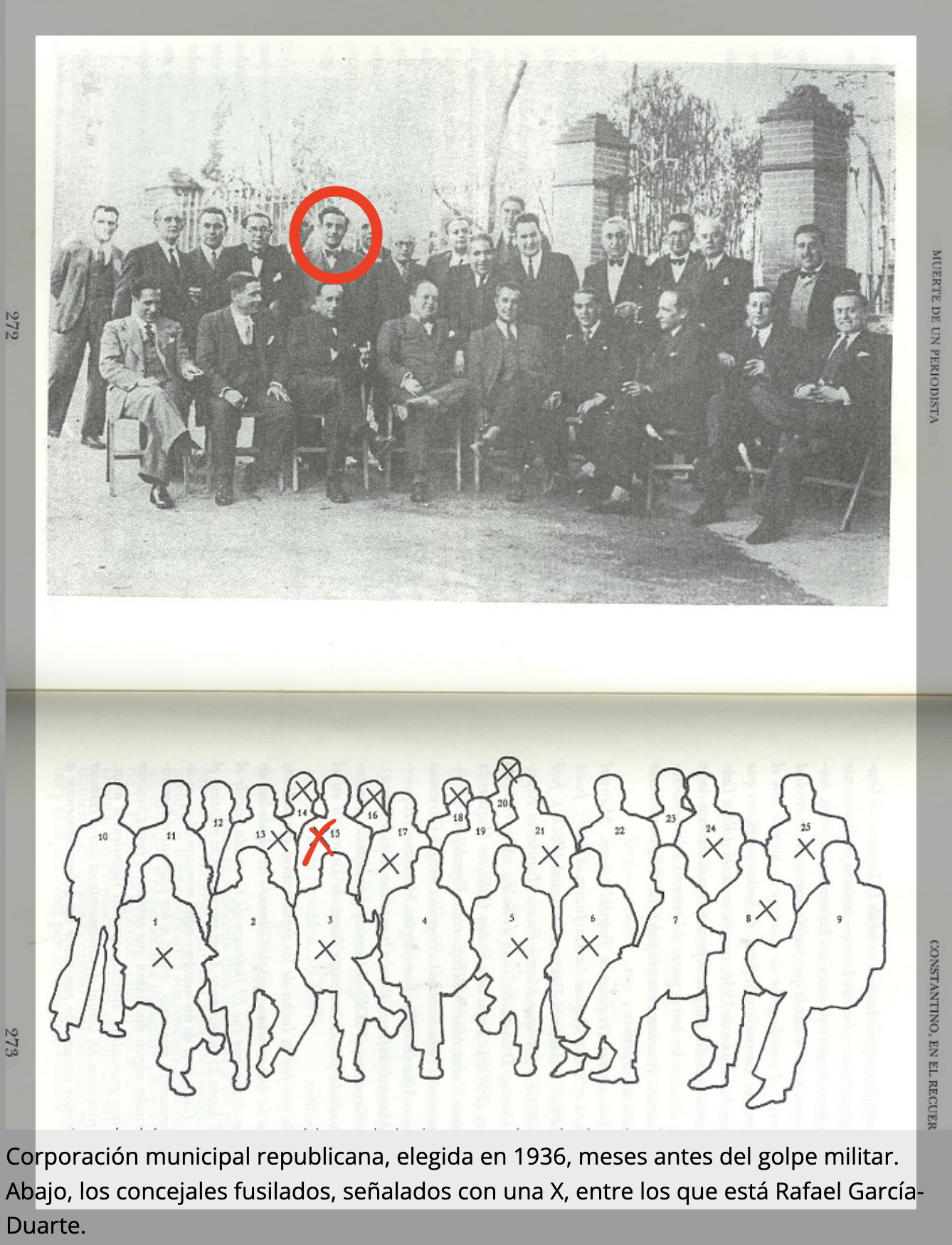
Corporación municipal republicana elegida en 1936 antes de golpe militar. El número 13 es Rafael posando en una foto con futuros fantasmas asesinados por Franco.

Tras el Golpe de Estado de julio de 1936 en Granada, que daría origen a la Guerra Civil, el 10 de septiembre fue detenido en su domicilio y unas horas después, en la madrugada del día 11, fue fusilado en las tapias del Cementerio junto a otros detenidos. Tras su ejecución se dio el caso de que uno de los sepultureros (a cuyo hijo García-Duarte había salvado la vida años antes) lo reconoció y lo separó de los destinados a la fosa común, enterrándolo en un lugar separado; además, entregó los objetos personales a la familia y les indicó el lugar donde estaba enterrado García-Duarte. Sus últimas palabras encontradas en una nota abandonada para su familia fueron: "Miles de besos, muchos besos. Suerte. Arriba el espíritu. No decaer nunca, luchar.”

## Reconocimiento
En 21 de octubre de 2021, el ministro de Memoria Democrática del Gobierno de España, Félix Bolaños, expidió una declaración de reparación y reconocimiento personal en favor de Rafael Garcia-Duarte Salcedo. 